# Collegio elettorale di Portogruaro (Camera dei deputati)
Il collegio di Portogruaro fu un collegio elettorale uninominale della Repubblica Italiana per l'elezione della Camera dei deputati. Apparteneva alla circoscrizione Veneto 2 e fu utilizzato per eleggere un deputato nella XII, XIII e XIV legislatura.
Venne istituito nel 1993 con la cosiddetta Legge Mattarella (Legge n. 277, Nuove norme per l'elezione della Camera dei deputati), attuata in seguito al referendum abrogativo del 1993. La legge istituì per la Camera dei deputati e per il Senato della Repubblica un sistema di elezione misto, in parte maggioritario e in parte proporzionale. Il 75% dei parlamentari dell'assemblea veniva eletto in collegi uninominali tramite sistema maggioritario a turno unico; il restante 25% alla Camera veniva eletto tramite sistema proporzionale con liste bloccate.
Il collegio venne abolito insieme a tutti gli altri che costituivano la Camera con la promulgazione della legge elettorale successiva, la cosiddetta Legge Calderoli. Questa prevedeva un sistema proporzionale con premio di maggioranza, che alla Camera veniva attribuito a livello nazionale.

## Territorio
Il collegio di Portogruaro era uno dei 37 collegi uninominali in cui era suddiviso il Veneto e, come previsto dal D.Lgs. del 20 dicembre 1993 n. 536, era interamente compreso nella provincia di Venezia e comprendeva i seguenti comuni: Annone Veneto, Caorle, Ceggia, Cinto Caomaggiore, Concordia Sagittaria, Eraclea, Fossalta di Portogruaro, Gruaro, Portogruaro, Pramaggiore, San Michele al Tagliamento, San Stino di Livenza, Teglio Veneto e Torre di Mosto.

## Eletti
| Elezione | Elezione | Deputato            | Partito                 |
| -------- | -------- | ------------------- | ----------------------- |
|          | 1994     | Lucio Leonardelli   | Polo delle Libertà (FI) |
|          | 1996     | Marcello Basso      | L'Ulivo (PDS)           |
|          | 2001     | Ferdinando Adornato | Casa delle Libertà (FI) |

## Dati elettorali

### XII legislatura

#### Risultati proporzionale
| Coalizioni        | Coalizioni            | Liste                       | Liste                              | Voti   | %     |
| ----------------- | --------------------- | --------------------------- | ---------------------------------- | ------ | ----- |
|                   | Polo delle Libertà    |                             | Forza Italia                       | 24.526 | 29,98 |
|                   | Polo delle Libertà    | Lega Nord                   | 12.886                             | 15,75  |       |
| Totale coalizione | Totale coalizione     | 37.412                      | 45,73                              |        |       |
|                   | Progressisti          |                             | Partito Democratico della Sinistra | 13.396 | 16,38 |
|                   | Progressisti          | Rifondazione Comunista      | 5.075                              | 6,20   |       |
|                   | Progressisti          | Partito Socialista Italiano | 2.911                              | 3,56   |       |
|                   | Progressisti          | Federazione dei Verdi       | 2.786                              | 3,41   |       |
| Totale coalizione | Totale coalizione     | 24.168                      | 29,55                              |        |       |
|                   | Patto per l'Italia    |                             | Partito Popolare Italiano          | 12.462 | 15,23 |
|                   | Alleanza Nazionale    | Alleanza Nazionale          | Alleanza Nazionale                 | 6.070  | 7,42  |
|                   | Lega Autonomia Veneta | Lega Autonomia Veneta       | Lega Autonomia Veneta              | 1.691  | 2,07  |
| Totale            | Totale                | Totale                      | Totale                             | 81.803 |       |

#### Risultati uninominale
|                               | Lucio Leonardelli ✔️ Eletto | Polo delle Libertà (FI - LN - CCD - UDC) | 36 998 | 45,56 |  |  |  |  |  |
|                               | Lucio Strumendo             | Progressisti                             | 22 663 | 27,91 |  |  |  |  |  |
|                               | Luciano Moretto             | Patto per l'Italia                       | 15 147 | 18,65 |  |  |  |  |  |
|                               | Alessandro Florean          | Alleanza Nazionale                       | 6 403  | 7,88  |  |  |  |  |  |
| Totale                        | Totale                      | Totale                                   | 81 211 | 100   |  |  |  |  |  |
|                               |                             |                                          |        |       |  |  |  |  |  |
| Fonte: Ministero dell'interno |                             |                                          |        |       |  |  |  |  |  |

### XIII legislatura

#### Risultati proporzionale
| Coalizioni        | Coalizioni          | Liste                                     | Liste                              | Voti   | %     |
| ----------------- | ------------------- | ----------------------------------------- | ---------------------------------- | ------ | ----- |
|                   | Polo per le Libertà |                                           | Forza Italia                       | 16.608 | 20,71 |
|                   | Polo per le Libertà | Alleanza Nazionale                        | 9.345                              | 11,65  |       |
|                   | Polo per le Libertà | CCD-CDU                                   | 4.757                              | 5,93   |       |
| Totale coalizione | Totale coalizione   | 30.710                                    | 38,29                              |        |       |
|                   | L'Ulivo             |                                           | Partito Democratico della Sinistra | 12.789 | 15,95 |
|                   | L'Ulivo             | Rinnovamento Italiano                     | 4.691                              | 5,85   |       |
|                   | L'Ulivo             | Popolari per Prodi (PPI-SVP-PRI-UD-Prodi) | 4.632                              | 5,78   |       |
|                   | L'Ulivo             | Federazione dei Verdi                     | 1.986                              | 2,48   |       |
| Totale coalizione | Totale coalizione   | 24.098                                    | 30,06                              |        |       |
|                   | Lega Nord           | Lega Nord                                 | Lega Nord                          | 20.340 | 25,36 |
|                   | Progressisti        |                                           | Rifondazione Comunista             | 5.052  | 6,30  |
| Totale            | Totale              | Totale                                    | Totale                             | 80.200 |       |

#### Risultati uninominale
|                               | Marcello Basso ✔️ Eletto | L'Ulivo - Lega Autonomia Veneta | 32 210 | 40,38 |  |  |  |  |  |
|                               | Lucio Leonardelli        | Polo per le Libertà             | 27 731 | 34,76 |  |  |  |  |  |
|                               | Walter Vio               | Lega Nord                       | 19 836 | 24,86 |  |  |  |  |  |
| Totale                        | Totale                   | Totale                          | 79 777 | 100   |  |  |  |  |  |
|                               |                          |                                 |        |       |  |  |  |  |  |
| Fonte: Ministero dell'interno |                          |                                 |        |       |  |  |  |  |  |

### XIV legislatura

#### Risultati proporzionale
| Coalizioni        | Coalizioni                         | Liste                                 | Liste                              | Voti   | %     |
| ----------------- | ---------------------------------- | ------------------------------------- | ---------------------------------- | ------ | ----- |
|                   | Casa delle Libertà                 |                                       | Forza Italia                       | 26.158 | 33,85 |
|                   | Casa delle Libertà                 | Alleanza Nazionale                    | 6.451                              | 8,35   |       |
|                   | Casa delle Libertà                 | Lega Nord                             | 6.285                              | 8,13   |       |
|                   | Casa delle Libertà                 | CCD-CDU                               | 2.770                              | 3,58   |       |
|                   | Casa delle Libertà                 | Nuovo PSI                             | 1.261                              | 1,63   |       |
| Totale coalizione | Totale coalizione                  | 42.925                                | 55,54                              |        |       |
|                   | L'Ulivo                            |                                       | Democratici di Sinistra            | 11.453 | 14,82 |
|                   | L'Ulivo                            | La Margherita (Dem - PPI - RI- UDEUR) | 8.630                              | 11,17  |       |
|                   | L'Ulivo                            | Il Girasole (FdV - SDI)               | 1.703                              | 2,20   |       |
|                   | L'Ulivo                            | Comunisti Italiani                    | 1.055                              | 1,37   |       |
| Totale coalizione | Totale coalizione                  | 22.841                                | 29,56                              |        |       |
|                   | Rifondazione Comunista             | Rifondazione Comunista                | Rifondazione Comunista             | 3.805  | 4,92  |
|                   | Lista Di Pietro                    | Lista Di Pietro                       | Lista Di Pietro                    | 2.539  | 3,29  |
|                   | Lista Pannella - Bonino            | Lista Pannella - Bonino               | Lista Pannella - Bonino            | 1.990  | 2,58  |
|                   | Liga Fronte Veneto                 | Liga Fronte Veneto                    | Liga Fronte Veneto                 | 1.251  | 1,62  |
|                   | Movimento Sociale Fiamma Tricolore | Movimento Sociale Fiamma Tricolore    | Movimento Sociale Fiamma Tricolore | 732    | 0,95  |
|                   | Democrazia Europea                 | Democrazia Europea                    | Democrazia Europea                 | 638    | 0,83  |
|                   | Paese Nuovo                        | Paese Nuovo                           | Paese Nuovo                        | 483    | 0,63  |
|                   | Abolizione scorporo                | Abolizione scorporo                   | Abolizione scorporo                | 69     | 0,09  |
| Totale            | Totale                             | Totale                                | Totale                             | 77.273 |       |

#### Risultati uninominale
|                               | Ferdinando Adornato ✔️ Eletto | Casa delle Libertà | 41 217 | 53,75 |  |  |  |  |  |
|                               | Mariano Beltrame              | L'Ulivo            | 35 468 | 46,25 |  |  |  |  |  |
| Totale                        | Totale                        | Totale             | 76 685 | 100   |  |  |  |  |  |
|                               |                               |                    |        |       |  |  |  |  |  |
| Fonte: Ministero dell'interno |                               |                    |        |       |  |  |  |  |  |